# وليام نوكس دارسي
وليام نوكس دارسي (بالإنجليزية: William Knox D'Arcy)‏؛ (11 أكتوبر 1849 - 1 مايو 1917]]) محام ورجل أعمال بريطاني وأحد المؤسسين الرئيسيين لصناعة النفط والبتروكيماويات في بلاد فارس (إيران). منح امتياز لاستكشاف والتسويق والحصول على النفط والغاز الطبيعي والأسفلت والأوزوكريت، وهذا الامتياز المعروف باسم امتياز دارسي في إيران.
رجل أعمال في مجال التنقيب عن الذهب والمعادن الثمينة ثم عن النفط لاسيما في إيران والخليج والشرق الأوسط. مؤسس عدة شركات بترولية اهمها شركة دارسي والانجلو فارسية.
ولد ويليام نوكس دارسي في مدينة «نيوتين ابوت newton abbot» جنوب شرق بريطانيا سنة 1849 م، وتخرج من مدرسة «ويست منيستر Westminster school» سنة 1866 م، حيث هاجر وأسرته الأيرلندية الشمالية إلى ولاية كوينزلاند الأسترالية واستكمل دراسته بالقانون في جامعة روك هاملتون حيث تخرج كمحامي سنة 1872م. وفي سنة 1882 م، انضم إلى تحالف شراكة " the mount Morga gold mine company " الذي كان يضم بالأساس كل من السيد Walter Russell hall    وThomas skarratt hall والسادة Thomas وFrederick وEdwin Morgan، علم بأن السيد ويليام دارسي كان المدير التنفيذي ومالك في أسهم الشركة المذكورة، وكان صاحب النفوذ من الناحية القانونية والإدارية فيها، وقد ساهم ببسط وتوسيع أعمالها الخاصة بالحفر والتنقيب عن الذهب واستخراجه من المناجم المتواجدة في أنحاء متفرقة من نيوزلندا وأستراليا وفي سنة 1889 م عاد إلى المملكة المتحدة، حيث امتلك قصر ستان مور    Stanmore hall mansion في مدينة Norfolk، وبدأ يقيم الندوات والبيانات ليظهر من خلالها قدرته وخبرته العلمية والعملية في مجال البحث والتنقيب عن الثروات الطبيعية والمعادن.
وفي سنة 1900 م وافق على عرض قدمه له كل من السادة Henry Drummond Wolff والجنرال General Antoine Kitabgi Khan  و هو شراء حق امتياز بحث واستكشاف والتنقيب عن النفط في بلاد فارس مقابل خمسون الف جنية إسترليني وعشرون الف تدفع سنويا لحكومة طهران كان الأخير قد استحصل عليه حيث كان مقرب من البلاط الشاه إنشاهي، وبعد دراسة معمقة ومستفيضة وافق السر دارسي على العرض وارسل أحد معاونه إلى إيران وهو الفرد ماريوت الذي اجتمع مع المسؤولين هناك ليتمخض عن تلك الاجتماعات توقيع اتفاق رسمي مع شاه البلاد بتاريخ 28/ 5/1901 م حيث بدأت الحملة وبذلك تكون شركة دارسي Darcy قد وضعت المدماك الأول لاستخراج النفط من بلاد فارس، وبعد عمل شاق وحوادث كثيرة لا حصر، تخللتها مجموعة من العوائق والإخفاقات الفنية واللوجستية والمالية كادت أن تقضي على مستقبل دارسي وسمعته ومصداقيته كرجل أعمال ناجح، حيث توقف العمل عدة مرات جرائها، وذلك لأسباب طبيعية وبيئية وجغرافية وأمنية وسياسية وتوافقية وصعوبات مالية كبيرة بعد انسحاب شركة نفط بورما التي ساهمت بمبلغ خمسون ألف جنيه إسترليني وكذلك الأمر بالنسبة للحكومة البريطانية التي أرسلت برقية إلى ممثلها في البصرة السير ولسون في 18 /2/1908 م تطالب بوقف العمل بعد أن وصل الحساب المالي المخصص لدعم المشروع إلى الصفر، وتلك الأحداث المتلاحقة جعلت من السيد ويليم دارس William Knox Darcy يصل إلى شفير الإفلاس المالي المحقق وهو الممول الرئيسي للمشروع، فخلال سبع سنوات من الحفر في أماكن متعددة كانت تتطلب مراعات أهالي المنطقة واخذ ودهم للمحافظة على منشئات الشركة ومعداتها بالإضافة لمشروع إعادة الحفر الذي طمرته السيول الجارفة حيث أعيد حفر ما تم حفره سابقا بسبب عاصفة رعدية مطرية كانت قد اجتاحت منطقة مسجد سليمان في محافظة خوزستان جنوب غرب إيران حيث يقع الحوض الأول المكتشف من قبل الباحث البريطاني جورج رونالد " George Reynolds " الذي لم يكترث بدوره للصعوبات المالية والإدارية واللوجستية التي كانت تضغط على شركة دارسي بل استمر بأعمال بالحفر في أصعب الظروف الطبيعية وضعف في الإمكانيات والصيانة والإمداد والتجهيز حتى وصل إلى عمق 1180 قدم من سطح الأرض، وبتاريخ 26/5/1908 م تدفق الذهب الأسود الساعة الرابعة فجرا من البئر المذكور وكان حفل نجاح الشركة واستمرارها وإنقاذها من الإفلاس المؤكد بل زادت قيمة اسمها أضعاف ما كانت عليه ودون الأقبال على الشراء وبعد أن أصبحت شركته على خارطة النفط العالمية تحولت سنة 1909 م إلى شركة «النفط الأنجلو فارسية Anglo Persian oil» حيث تولى السيد دارسي أدارتها شخصيا بعد أن أسس مكتبها في مدينة مسجد سليمان وبسط أعمالها في بلاد فارس وشرق ما بين النهرين ومنطقة الخليج وقام بتشغيل خط أنابيب مصفاة عبدان في حين انه تولى رئاسة مجلس أدارتها سنة 1912م خلفا للورد ستر اثكوانا، هذا ويعتبر دارسي أول وأهم شخصية استثمارية جريئة حيث وضع كل ما يملك من مال وجهد وعلاقات ونفوز لإنجاح مشروع استخراج الذهب الأسود من أعماق منطقة الشرق الأوسط وبعد إنجازه التاريخي هذا توجهت الشركات العالمية العاملة في مجال القطران إلى هناك ووضعت المنطقة على الساحة الجغرافية الاقتصادية والسياسية والعسكرية والاجتماعية الدولية وتغيرت معالمها العلمية والعملية وأصبحت الدول تعين أكفاء سفرائها فيها وبثت إذاعاتها باللغة العربية وزادت من وسائل الاتصال والنقل معها الخ... وفي سنة 1914 م وبسبب الحرب العالمية الأولى تعرضت الشركة إلى شبح الإفلاس للمرة الثانية في تاريخها، حيث كان لديها الكثير من النفط ولا يوجد مشتري حقيقي بسبب الأوضاع السياسية والاقتصادية التي رافقة انهيار اقتصاد العالم في تلك المرحلة، ولكن الحكومة البريطانية كانت فخورة باستخدام النفط في سفنها الملكية العسكرية التي تجوب العالم منتصرة في تلك الحرب بسبب استعمالها الكيروسين بدل الفحم الحجري في مدمراتها وغواصاتها وبارجتها الحربية  لذلك قرر أمير الأسطول الملكي الإنجليزي السيد ونستون تشرشل تقديم الدعم الكامل للشركة بغرض توسعها واستمرارها وأعمالها حيث ابرم معها عقد بقيمة عشرون مليون جنية إسترليني تزود من خلاله مخازن الجيش بالوقود اللازم لتحركه، وفي الفترة نفسها وبناء على نصيحة تشرشل اشترت الحكومة البريطانية رسميا واحد وخمسون بالمئة من اسهم الشركة المذكورة كمؤسس بمبلغ مليونين ومئتي الف جنيه إسترليني.
هذا وتوفي مؤسسها السير دارسي سنة 1917 م في حين انه تغير اسمها إلى شركة النفط البريطانية الإيرانية سنة 1935 م بطلب من القصر الشاه في طهران ثم حملت سنة 1954م أخر أسمائها إلى حينه وهو " British petroleum company "   شركة بريتش بتروليوم.

## روابط خارجية
- Carment، David (2006). "D'Arcy, William Knox (1849 - 1917)". Australian Dictionary of Biography, Online Edition. Australian National University. مؤرشف من الأصل في 2011-05-24. اطلع عليه بتاريخ 2007-04-04.